# Joko Kuncoro Adi
Joko Kuncoro Adi (* 13. November 1997) ist ein indonesischer Sprinter.

## Sportliche Laufbahn
Erste internationale Erfahrungen sammelte Joko Kuncoro Adi im Jahr 2019, als er bei den Asienmeisterschaften in Doha im 200-Meter-Lauf bis in das Halbfinale gelangte und dort mit 22,08 s ausschied. Zudem scheiterte er mit der indonesischen 4-mal-100-Meter-Staffel mit 39,96 s an einem Finaleinzug. Anfang Dezember belegte er bei den Südostasienspielen in Capas in 21,40 s den sechsten Platz im 100-Meter-Lauf und mit der Staffel erreichte er in 40,12 s Rang vier.
2018 und 2019 wurde Abina indonesischer Meister in der 4-mal-100-Meter-Staffel.

## Persönliche Bestleistungen
- 100 Meter: 10,66 s (+0,6 m/s), 1. August 2019 in Cibinong
- 200 Meter: 21,40 s (0,0 m/s), 7. Dezember 2019 in Capas